# China Coal Energy
China Coal Energy Company (HKEX: 1898, SSE: 601898) (forenklet kinesisk: 中国中煤能源有限公司; traditionelt kinesisk: 中國中煤能源有限公司) er et kinesisk kulmineselskab. Selskabet er et datterselskab til det statsejede China National Coal Group Corporation, som er verdens tredjestørste kulkoncern. Moderselskabet er engageret kulproduktion og salg, kulkemikalier, kulmineudstyr, kulminedesign og relaterede ingeniør-services.
China Coal Energy Company Limited blev børsnoteret på Hong Kong Stock Exchange 16. december 2006 og Shanghai Stock Exchange 1. februar 2008.  Det ejer 12 kulminer (9 i drift, 3 under udvikling), 13 kulforarbejdninganlæg, 5 kokskulanlæg, 4 kulmineudstyrsfabrikker og 2 minedesign-institutioner. 
Der investeres i nye miner i det indre Mongoliet, Heilongjiang, Hebei og Shanxi.